# Lacrosse
Lacrosse este numele pe care colonizatorii francezi le-au dat jocului american baggatway. În locul unui băț curbat, se utilizează un băț cu plasă la capăt pentru aruncarea, prinderea și menținerea mingii. La baggatway participau până la 500 de jucători și jocul se transforma adesea într-o luptă care se putea solda cu morți și răniți.

## Lacrosse modern
Regulile lacrosse-ului modern au fost formulate în 1876 de către George Beers, un stomatolog din Montreal. Lacrosse modern este unul dintre cele mai rapide sporturi de echipe. Jucătorii folosesc o minge solidă de cauciuc care nu poate fi atinsă cu mâna. Echipele feminine au 12 jucătoare și cele masculine 10 jucători.